# ホンダ・バモス
バモス（VAMOS）は、本田技研工業が製造・販売していた軽自動車である。

## 概要
初代「バモスホンダ」は1970年代に生産されていたオープンカータイプの軽トラックであった。折からのレジャーカーブームの中で市場へ投入されたが、ユニークな車体ゆえに珍車扱いされた。月産台数は2,000台を見込んでいたものの、生産台数はわずか2,500台であり、在庫も多かったという。オフロードカーのようなシンプルなスタイリングとイメージながら、当時の軽自動車の標準であった10インチタイヤに見られるように、オフロードの走破性を真剣に考慮したものではなく、4WD車が設定されなかったことなどが、不人気の要因であったと見られている。
2代目「バモス」はセミキャブオーバー型のアクティバンをベースにした、軽乗用ワンボックスワゴンであり、発売開始から18年以上たった2019年1月の終売までフルモデルチェンジされないロングライフモデルであった。
それ故に「バモスホンダ」と「バモス」の間に直接の関係はなく、軽規格と車名を除けば共通点はMRレイアウトだけである。もっともそのMRレイアウト自体、「バモスホンダ」がTN360、「バモス」がその末裔たるアクティのバンモデルをそれぞれベースとしていることによるものであり、その意味では同じ系譜上にいた。

## 初代 TN360型（1970-1973年）
名称は「バモスホンダ」で、歴代ホンダ車の正式名称では唯一車名が先となるネーミングである。二輪車では「ダックス・ホンダ」や「シャリィ・ホンダ」などに先例があり、北米をイメージさせるアイディアであったとされる。
水平横置きの空冷エンジン、デフ一体のトランスミッション（トランスアクスル）、フロント：マクファーソンストラット、リア：ド・ディオンアクスルのサスペンション、ブレーキなど、走りに関する面は全て「TN360」の流用である。
幌が座席部分のみの「バモス2」（乗車定員2名）と「バモス4」（乗車定員4名）がそれぞれ32万1,000円と35万1,000円、荷台まで幌で覆われた「バモスフルホロ」（乗車定員4名）が36万9,000円であった。
車体にみられる特徴としては、乗員用のドアは一切なく、代わりに、乗員の重心よりも高い位置に転落防止のガードパイプが備わる。シートは前後ともにベンチシートで、シートベルトは2点式となっている。
開発当時、カリフォルニアで流行していたフォルクスワーゲン・タイプ2のキャンパーにヒントを得たと言われる、車体前面にマウントされたスペアタイヤも外観上の特徴で、話題となった。スペアタイヤは「衝突時のショック吸収」という理由で設置されたものであった。
オープンカーならではの駐車時の安全、盗難対策として、ハンドルロックと、グローブボックスの鍵が備わる。また、計器やスイッチ類は防水、防塵仕様となっている。
方向指示器作動表示（インジケーターランプ）は、左右の矢印ではなく、ジープのように「turn」と書かれた左右兼用のランプとなっている。
そのユニークなデザインと低価格のためか、改装を施され、 円谷プロダクションの特撮作品『ジャンボーグA』にバモスI世、II世として、また同『ウルトラマンタロウ』では、ラビットパンダとして劇中車に採用されている。
- 1970年（昭和45年）11月1日 - 同社の軽トラックである「TN360」をベースとした多用途車として発表した。
- 1973年（昭和48年）3月 - 道路運送車両の保安基準の改正・強化によりそれを達成することができず、そのまま製造・販売終了した。

## 2代目 HM1/2型（1999年6月-2018年5月）

### 年表
- 1999年（平成11年）6月25日 - 「ストリート」の後継モデル[注釈 1]として「バモス」の車名を復活させた。正式名称は初代と異なり「ホンダ バモス」である。先代「ストリート」とは異なり屋根がロールーフで、競合車種より低い車高が特徴である[注釈 2]。4WDはストリートと同じリアルタイム4WD（ビスカスカップリング式）で、5速MT車のみの設定である。軽ワンボックスカーとしては、唯一テールランプをバックドアウインドウ横に配置しており、競合車種よりかなり高い位置にある。

ストリートには存在しなかった安全装備はもちろん快適装備（パワードアロックなど）やRV指向のオプション品もふんだんに取り入れ競合車種と引けをとらぬ内容となった。さらにはホンダの軽ワンボックスとしては初のオーディオ別体式のカーナビゲーションも設定されたが、モニターがダッシュボード中央上部に設置されるため、後付け感のあるイメージとなる。
- 2000年（平成12年）2月9日 - ターボエンジンを搭載した「ターボ」が追加された。同時に「M」と「L」の4WD車に4速AT車を追加する[注釈 3]とともに、ターボを含む4速AT車全車にアルミホイールを装備した。また、リア・リーフスプリングの設定を変更し、乗り心地を向上した。ボディカラーは新色が追加され7色が設定された。
  - 10月26日 - 「L」をベースに、AM/FMチューナー付CDプレーヤー、専用インテリア、ハーフシェイド・フロントウィンドウ等を装備し快適性能を高めた特別仕様車「デラックス」が追加された。
- 2001年（平成13年）
  - 自動車アセスメントの試験実施対象車種に選ばれた。
  - 9月6日 - マイナーチェンジ。

フロントグリルやバンパーを一新し、ボディカラーは新色が追加され8色が設定された。ユーザーに不評だったリアシート格納を他社と同じくフロア格納タイプに変更した。「L」と「ターボ」は新たにAM/FMチューナー付CDプレーヤーを標準装備するとともに、ローダウン・スポーツサスペンション、13インチアルミホイールなどをセットにした「Sパッケージ」が追加された。さらに、「ターボ」にはEBD付ABSとブレーキアシストも標準装備された。また、全グレードで「優-低排出ガス（★★）」を取得した。
- 2002年（平成14年）12月19日 - 特別仕様車「スペシャルA」を発売。「M」をベースにAM/FMチューナー付CDプレーヤー+フロント2ツイーター&2スピーカー、電波式キーレスエントリーシステム（ウェルカムランプ機能付）、メッキタイプのフロントグリル・テールゲートハンドルケースを採用しつつ、価格を抑えた。ボディカラーは専用色を含む9色を設定した。
- 2003年（平成15年）4月24日 - ハイルーフ仕様の姉妹車バモスホビオを追加。同時に一部改良を実施。

「L」に装備されている12インチアルミホイールのデザインを変更。「M」は「スペシャルA」に装備されていたAM/FMチューナー付CDプレーヤー+フロント2ツイーター&2スピーカー、電波式キーレスエントリーシステムを新たに標準装備し、「L」・「ターボ」のオーディオはAM/FMチューナー付MD/CDプレーヤー+2ツイーター&2スピーカーに変更された。電波式キーレスエントリーにはアンサーバック機能を追加し、シートとドアライニングのデザインを変更した。ボディカラーは新色4色を含む10色が設定された。なお「M」ではカーマット固定ピンは消滅した。
- 2005年（平成17年）12月9日 - マイナーチェンジ（発売は12月12日）。

ターボ車のグレード構成を「Mターボ」と「Lターボ」に再編して選択肢を増やすとともに、「Sパッケージ」を全グレードに設定した。
ボディカラーの入れ替えや内装の変更を行い、左側ドアミラーにはフロントドア下部の死角を減らすサイドアンダーミラーが追加された。ターボ車にはオイル交換インジゲーターを追加し、「L」と「Lターボ」にはバモスホビオに採用されている「ワイパブルマット」がメーカーオプションに追加された。
- 2007年（平成19年）2月1日 - マイナーチェンジ（発売は翌2月2日）。

フロント・リアのバンパーをエアロフォルムデザインに変更し、リヤコンビランプを2代目ステップワゴン後期型と共通の意匠を持つブラックスモークレンズに、アンテナをマイクロアンテナに変更、ボディカラーを一部変更するなどの、外観の変更を行った。また、オーディオレスを標準化し、「L」と「Lターボ」にはローダウンサスペンション、フォグライト、3本メッキフロントグリル、13インチアルミホイールなどを装備した「ローダウン」を追加した。
同時に特別仕様車「トラベルドッグバージョン」を発売。「L・ローダウン」・「Lターボ・ローダウン」をベースに、専用ステッカー、ワイパブルマット、ペットシートマット、撥水・消臭機能付シート表皮&撥水ドアライニング、お散歩用トートバッグ、専用機能性（制菌・防臭・防ダニ）フロアカーペットマットを装備した。2008年1月31日オーダー分まで受け付ける期間限定販売とした。
- 2010年（平成22年）
  - 6月3日 - 「Lターボ・ローダウン」をベースに、幾何学調メッシュ柄の専用パネルを採用し、キーレスエントリー発信機を1個追加した特別仕様車「スペシャル」を発売した。
  - 8月26日 - マイナーチェンジ。内装色にベージュを追加設定し、インパネにはブラックとベージュのツートーンカラーを採用した。また、ローダウンサスペンション、13インチタイヤ（155/70R13 75S）、運転席カップホルダー（固定式）を全車に標準装備した。メーターはメタリックな金属調の文字盤とブルーリング照明を、シート表皮にはスウェード調トリコットを採用した。なお、グレード体系が見直され、ターボ車を廃止、ローダウンサスペンション標準装備化に伴い「L・ローダウン」を「L」に統合した。
- 2012年（平成24年）6月14日 - 一部改良（発売は翌6月15日）。

グレード体系を再編し、3本メッキフロントグリル、リアバンパーガーニッシュ、13インチアルミホイールなどを標準装備しつつ、購入しやすい価格設定とした「G」のみのモノグレード体系となった。ボディカラーは新色3色を含む8色を設定した。ヘッドレストの形状も保安基準に対応するために大型化され、この頃からリアウィンドウが全開不能となる。ドレスアップやカスタムの分野でも人気があり、DIY素材で車内をアレンジできるようになっている。
- 2015年（平成27年）3月19日 - バモスホビオと共に一部改良を行った[5]。JC08モード燃費を向上したほか、ボディカラーに新色の「プレミアムスターホワイト・パール（オプションカラー）」を追加して6色に整理。新たにEBD付ABSを標準装備した。
- 2018年（平成30年）
  - 4月末 - バモス/バモスホビオ公式サイトに、実質後継車となるN-VANのティザーサイトへのリンクが設けられた。
  - 5月21日 - ホームページへの掲載を終了。
  - 5月末 - 軽自動車規格の衝突安全基準強化のため生産終了。在庫対応分のみの販売となる[6]。
  - 7月12日 - N-VANが公式発表される。+STYLEの「COOL・Honda SENSING」及び「COOL・ターボ Honda SENSING」がバモスの後継タイプにあたる[注釈 6]。
- 2024年（令和6年）6月3日 - 型式指定申請時の騒音試験おいて、不適切な事案があったことが発表された[7]。

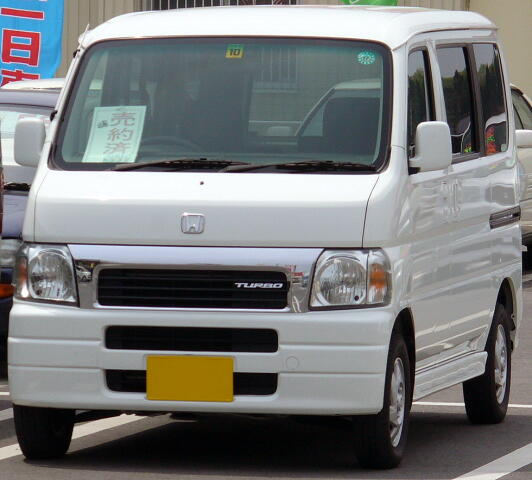
前期型ターボ（2000年2月 - 2001年9月）
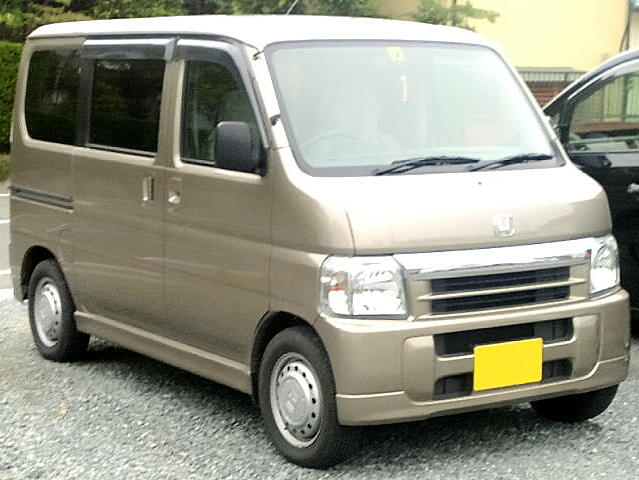
中期型（2001年9月 - 2007年1月）
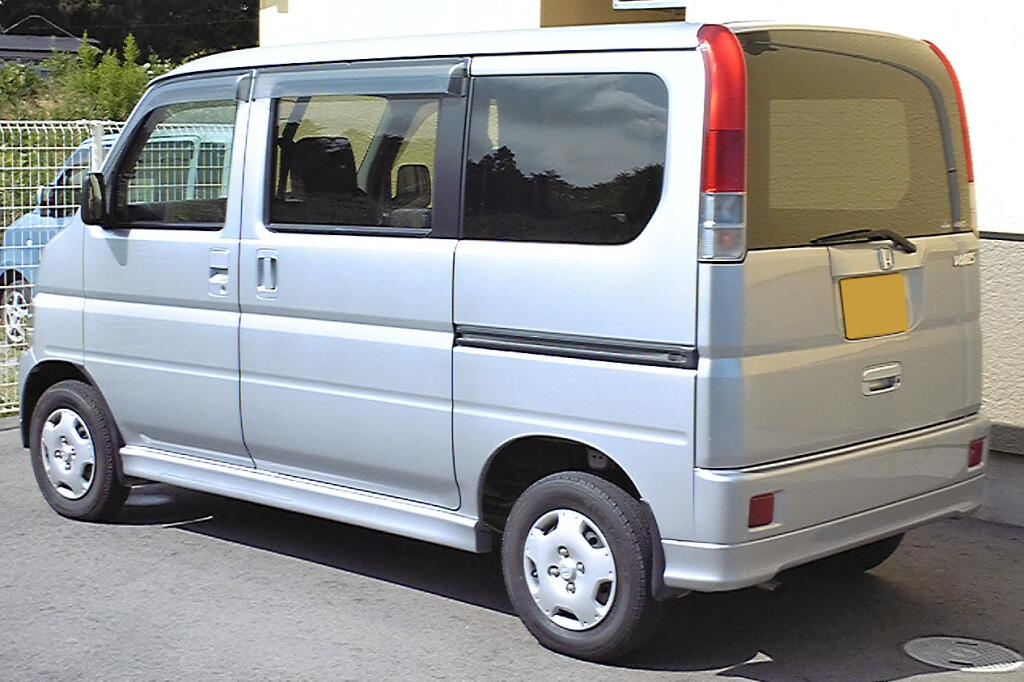
中期型（リア）

## 車名の由来
- 「さあ、行こう！」という意味のスペイン語[注釈 7]（英語の Let's go と同じ[注釈 8]）から取られている。お客様に新たなエンジョイをもたらすクルマでありたいという願いから命名された[8]。